# كين دودين
كين دودين (بالإنجليزية: Ken Dowden)‏ (مواليد 1950) هو أستاذ فخري للفنون الكلاسيكية في جامعة برمنغهام.
دودين من نيوكاسل أون تاين ودرس في كلية ووستر، جامعة أكسفورد. جاء إلى برمنغهام في عام 1988، حيث عمل رئيسًا لكلية العلوم الإنسانية من 2000 إلى 2003، ومديرًا لمعهد الآثار والعصور القديمة من 2005 إلى 2012، ورئيسًا لمدرسة الفلسفة واللاهوت والدين من 2012 إلى 2016 .

## أعماله
- 1989, Death and the Maiden: Girls' Initiation Rites in Greek Mythology, Routledge: London and New York.
- 1992, Religion and the Romans, Bristol Classical Press: London.
- 1992, The Uses of Greek Mythology, Routledge: London and New York.
- 2000, European Paganism: the realities of cult from antiquity to the middle ages, Routledge: London and New York.
- 2006, Zeus, Routledge: London & New York.
- 2011, with N.R. Livingstone, Companion to Greek Mythology, Wiley-Blackwell: Oxford and Malden, MA.

## روابط خارجية
- http://www.bir Birmingham.ac.uk/staff/profiles/classics/dowden-ken.aspx
- http://www.kendowden.bham.ac.uk/